# الجنرال دير ناخياوفليغون
GdNA أو الجنرال دير ناخياوفليغون كانت وكالة استخبارات الإشارات للفيرماخت قبل وأثناء الحرب العالمية الثانية. كان خلفًا لمكتب التشفير السابق المعروف باسم المفتش 7 / VI في العمل بين عامي 1940 و1942، عندما أعيد تنظيمها في المقر الرئيسي للاستخبارات (بالألمانية: Leitstelle der Nachrichtenaufklärung) (abbr. الجيش الوطني الليبي) بين عامي 1942 و 1944، حتى أعيد تنظيمه أخيرًا في أكتوبر 1944 في GdNA.   كانت الوكالة معروفة أيضًا في OKH / Gend Na أو GendNa أو المفتش 7 أو أكثر من OKH / GdNA . كانت المفتشية 7 / VI تعرف أيضًا باسم In 7 أو In / 7 أو In 7 / VI وأيضًا OKH / Chi.

## Chi-Stelle
الحرف "Chi" لـ Chiffrierabteilug هو، على عكس ما قد يتوقعه المرء، وليس الحرف اليوناني Chi، ولا علاقة له باختبار chi،  اختبار تشفير شائع يستخدم كجزء من فك تشفير رسالة مشفرة، اخترعه سليمان كولباك، ولكن فقط إلى الأحرف الثلاثة الأولى من كلمة Chiffrierabteilung (الإنجليزية: قسم التشفير). يُرجم Chi-Stelle، الذي كان أيضًا بمثابة اختصار لـ Chi، إلى موقع قسم التشفير.

## مفتاح شخصي

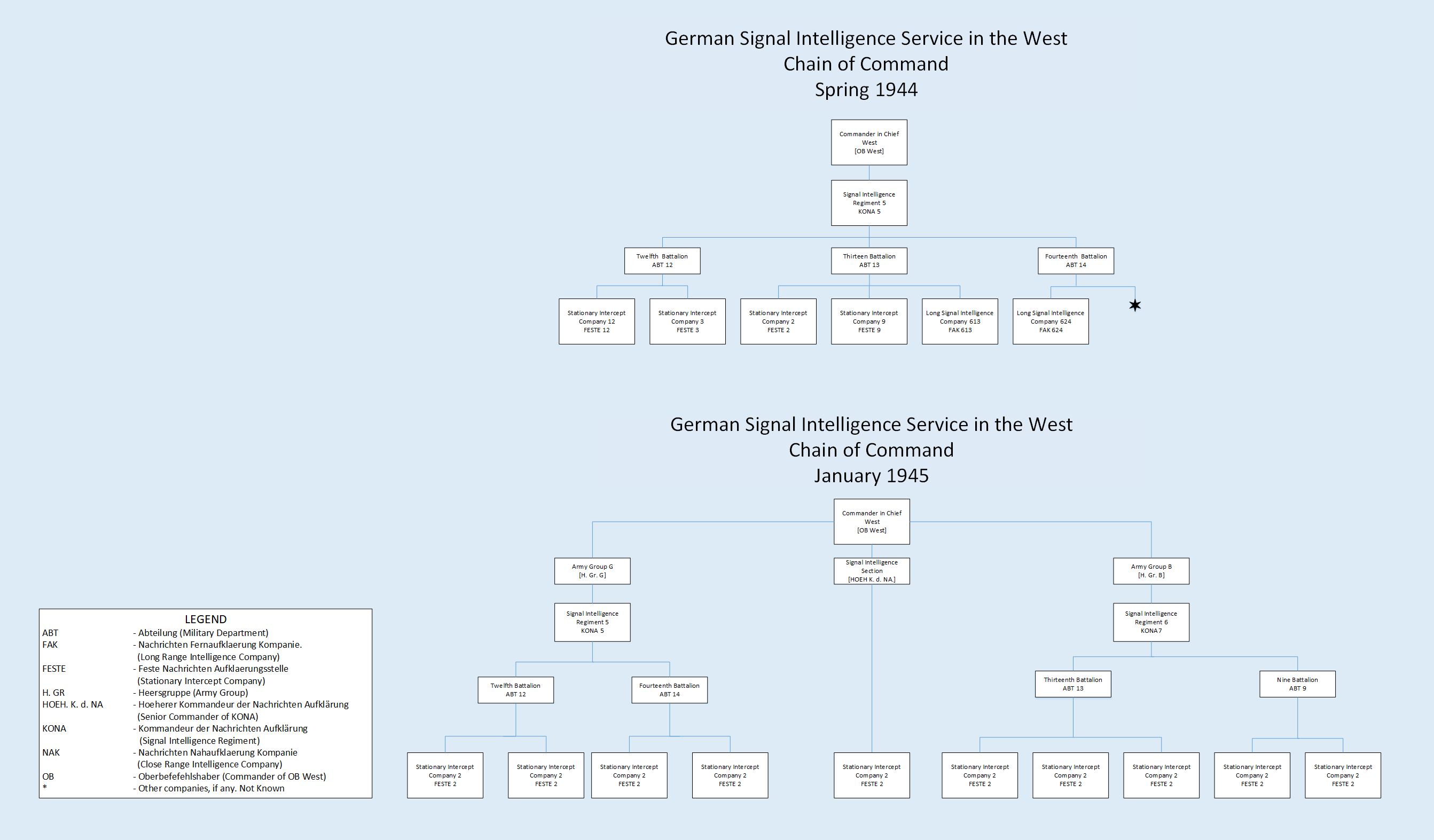
سلسلة قيادة خدمة المخابرات العسكرية الألمانية للتنظيم الميداني. 1944-1945

### كبار الموظفين
كان الجنرال روبرت إريك فيلجيبل مديرًا لقسم الشفرة والتشفير في وزارة الدفاع من عام 1931 إلى عام 1932 وشغل منصبًا مزدوجًا مشتركًا لمسؤول HNW وكبير ضباط القوات المسلحة من عام 1939 حتى 20 يوليو 1944. تم إعدام فيلجيبل في يوليو 1944 بعد محاولة اغتيال هتلر في مؤامرة 20 يوليو الفاشلة. 
ثم خضعت الوحدة لجنرال لوتنانت فريتز ثييل، الذي كان مدير القسم الثالث لمجموعة اتصالات إشارة القوات المسلحة، فيلق الدفاع الإذاعي أو بشكل أدق AgWBNV، مجموعة الاتصالات اللاسلكية 3 (بالألمانية: Amtsgruppe wehrmachtnachrichtenverbindungen)، (AgWNV / FU III) كانت مسؤولة عن تحديد أو إزالة أو تحييد الأنشطة الإذاعية لجميع عملاء العدو.  

### الاتصال بإيطاليا
كان الاتصال بين ألمانيا وإيطاليا ضئيلاً حيث كانت ألمانيا تفتقر تمامًا إلى الثقة في الإيطاليين. لم يكن هناك تبادل للمعلومات أو المعلومات الاستخبارية عندما كانت وكالة GdNA متخوفة من خدمة دائرة المعلومات العسكرية الإيطالية لدرجة أنهم اعتقدوا أنها غير مؤهلة بما يكفي لإجراء تغييرات في إجراءات التشفير، حتى لو أراد الإيطاليون القيام بذلك. 

### الاتصال معاليابان
وفقًا لكل الأدلة ، كان هناك اتصال قليل جدًا بين الجيش واليابان. في عام 1943، زارها ضاببطين يابانيين أوست في غيزيكو (Lotzen) لمدة نصف يوم. وفقا للملازم ألكسيس ديتمان، من Referat III من المجموعة الرابعة ، فقد تم استقبالهم بشكل مهذب ولكنهم لم يظهروا سوى القليل جدًا من أي شيء ولم يعطوا أي تلميحات حول الحلول التي توصل إليها OKH / Chi في حركة المرور الروسية. ذكر المسؤولون اليابانيون أنهم قد حلوا OKK 6 الروسية وOKK 7 ولكن لم يتم ذكر المساعدة التي قدموها لـ OKH / Chi، على هذه الأنظمة.  
في نهاية الحرب، قررت ألمانيا إرسال مهمة تشفير إلى اليابان عن طريق غواصة. ومن بين الضباط الرائد أوبيتز، ضابط اعتراض ألماني، شوبرت من HLS Ost و Morgenroth، شعبة المراقبة الألمانية cryptanalyst. ويظهر مدى قلة معرفتهم عن وكالات المخابرات اليابانية في حقيقة أنهم لم يعرفوا بمن سيتصلون عندما وصلوا إلى اليابان، لكنهم طلبوا من وحدة الاستخبارات المضادة الألمانية في اليابان المزيد من التعليمات.  لم يتم تنفيذ الخطة بسبب نهاية الحرب. 

### عسكرية
- OKW / Chi : أعلى مكتب تشفير في الفيرماخت، يركز بشكل خاص على الحركة الدبلوماسية.
- Luftnachrichten Abteilung 350 : كان مكتب التشفير للقوات الجوية الألمانية ولوفتفافه وجزءًا من القيادة العليا لأوبركوماندو دير لوفتفافه.
- شعبة المراقبة الألمانية: (خدمة المراقبة) كانت دائرة المخابرات البحرية (بالألمانية: Marinenachrichtendienst) (بالألمانية: Marinenachrichtendienst)، MND III) من أوبركماندو دير مارينه، التي تعاملت مع اعتراض وتسجيل وفك تشفير وتحليل العدو، وخاصة الاتصالات اللاسلكية البريطانية.
- أبفير: المخابرات العسكرية وجمع الشفرات من 1941 إلى 1944.

### مدنية
- AA / Pers ZS : (AA) Auswärtiges Amt (إدارة شؤون موظفي وزارة الخارجية) (Pers Z) Sonderdienst (الخدمة الخاصة للوحدة Z) يقوم مكتب تشفير وزارة الخارجية بفك تشفير الإشارات الدبلوماسية.
- مكتب الأمن الرئيسي للرايخ : مكتب الشفرات الرئيسي لهتلر بما في ذلك شوتزشتافل.
- RLM / Forschungsamt : استخبارات الإشارات ووكالة تحليل الشفرات للحزب النازي الألماني من عام 1933 إلى عام 1945. جزء من أوبركوماندو دير لوفتفافه، وعملت أيضا على المراسلات الدبلوماسية.

### قائمة المراجع
يتم الرجوع إلى المستندات التالية في هذه المقالة.
- "TICOM I-15 Interrogation report on Oblt. Horst Schubert of GdNA. 25th May 1945". TICOM. مؤرشف من الأصل (PDF) في 2019-07-02. اطلع عليه بتاريخ 2018-01-13.
- "TICOM I-19c Report on Interrogation of Kommandeur Der Nachr. Aufkl. 1 (KONA 1) at Revin, France June 1945 – Annex 1 (Report on Russian Ciphers)". TICOM. مؤرشف من الأصل (PDF) في 2020-04-28. اطلع عليه بتاريخ 2017-11-07.
- "TICOM I-19g Report on Interrogation of Kommandeur Der Nachr. Aufkl. 1 (KONA 1) at Revin, France June 1945". TICOM. مؤرشف من الأصل (PDF) في 2020-04-28. اطلع عليه بتاريخ 2017-06-05.
- "TICOM I-30 Report on interrogation of Uffz. Karrenberg at Steeple Claydon. 7th July 1945". TICOM. مؤرشف من الأصل (PDF) في 2020-04-28. اطلع عليه بتاريخ 2018-01-13.
- "TICOM I-36 Translation of a paper by Dr Erich Hüttenhain and Dr Fricke on the development of OKW/Chi. Sections A.III and B.V. 13th July 1945". TICOM. مؤرشف من الأصل (PDF) في 2020-04-28. اطلع عليه بتاريخ 2018-01-13.
- "TICOM I-58 Interrogation of Dr. Otto Buggisch of OKW/Chi 8th August 1945". TICOM. مؤرشف من الأصل (PDF) في 2020-04-28. اطلع عليه بتاريخ 2017-11-07.
- "TICOM I-55 Interrogation of Seven Members of NAA 11 2nd August 1945". TICOM. مؤرشف من الأصل (PDF) في 2019-07-03. اطلع عليه بتاريخ 2017-11-07.
- "TICOM I-62 Field Interrogation of Paul Raatz of the German Army Signals Intelligence (1933–1945) 19th August, 1945". TICOM. مؤرشف من الأصل (PDF) في 2020-04-28. اطلع عليه بتاريخ 2017-02-02.
- "TICOM I-64 Answers of WM. Buggisch of OKH/Chi to questions sent by TICOM) 8th August, 1945". TICOM. مؤرشف من الأصل (PDF) في 2020-04-28. اطلع عليه بتاريخ 2018-01-13.
- "TICOM I-66 Paper by Dr. Otto Buggisch of OKH/CHI and OKH/Chi on Typex128th August, 1945". TICOM. مؤرشف من الأصل (PDF) في 2020-04-28. اطلع عليه بتاريخ 2018-02-09.
- "TICOM I-74 Interrogation Report on Obgefr. Keller, formerly Auswertestelle 4 and Nachrichten Aufklaerungskompanie 611". TICOM. مؤرشف من الأصل (PDF) في 2020-04-28. اطلع عليه بتاريخ 2017-11-07.
- "TICOM I-75 Interrogation Reports on German Field Sigint Personnel carried out at BUFFER – Ltn. August Schroeder, Ltn. Starke, Obgefr. Heudorf, and Hptm. Holetzke". TICOM. مؤرشف من الأصل (PDF) في 2020-04-28. اطلع عليه بتاريخ 2017-11-07.
- TICOM I-76 Prisoner of War Interrogation Report on Lehwald, Haupts, Klett and Laugerbach together with raw materials and interrogation reports on Unteroffizier Oskar Winggender. 13 August 1945 (PDF). TICOM. اطلع عليه بتاريخ 2017-02-02.
- TICOM I-78 Report on information obtained from PW CS/2318 Obstlt. Mettig OKW/WFst/Ag WMV/Chi captured at RHSIMS 15 May 1945 – History and Achievements of the Cryptographic Section of the OKH (OKH/AHA/In 7/VI) (PDF). TICOM. اطلع عليه بتاريخ 2017-02-02.
- TICOM I-92 Final Interrogation of Wachtmeister Otto Buggisch (OKH/IN. 7/VI AND OKW/CHI) (PDF). TICOM. اطلع عليه بتاريخ 2017-02-02.
- "TICOM I-113 Interrogation of Major Dr. Rudolf Hentze, Head of Gruppe IV (Cryptanalysis) General der Nachrichtenaufklaerung". TICOM. مؤرشف من الأصل (PDF) في 2020-04-28. اطلع عليه بتاريخ 2017-02-02.
- "TICOM I-115 Further Interrogation of Oberstlt. Mettig of OKW/Chi on the German Wireless Security Service (Funkueberwachung)". TICOM. مؤرشف من الأصل (PDF) في 2020-04-28. اطلع عليه بتاريخ 2017-06-05.
- "TICOM I-106 Final Interrogation Report on the Norway Party (NAA 11) 18th September 1945". TICOM. مؤرشف من الأصل (PDF) في 2020-04-28. اطلع عليه بتاريخ 2017-11-07.
- "TICOM I-113 Interrogation of Major Dr Rudolf Hentze Head of Group IV GDNA  28nd September 1945". TICOM. مؤرشف من الأصل (PDF) في 2020-04-28. اطلع عليه بتاريخ 2018-02-08.
- "TICOM I-115 Further Interrogation of Oberstlt METTIG of OKW/Chi on the German Wireless Security Service (Funkuberwachung) 22nd September 1945". TICOM. مؤرشف من الأصل (PDF) في 2020-04-28. اطلع عليه بتاريخ 2017-11-07.
- TICOM I-149  Report by Uffz. Karrenberg and Colleagues on Allied Cipher Machines 20th October 1945 (PDF). TICOM. اطلع عليه بتاريخ 2017-11-07.
- "TICOM I-153 Second interrogation of Uffz. Karrenberg of OKH on the Baudot – Scramber Machine ('BANDWURM') 23rd October 1945". TICOM. مؤرشف من الأصل (PDF) في 2020-04-28. اطلع عليه بتاريخ 2018-01-13.
- "TICOM I-191 Homework of Dr. Wilhelm Gerlich on Russian Systems. 5th March 1946". TICOM. مؤرشف من الأصل (PDF) في 2019-07-02. اطلع عليه بتاريخ 2017-11-07.
- "TICOM I-196  Interrogation of Ilse Rantzau of the German Naval Signal Service 18th September 1945". TICOM. مؤرشف من الأصل (PDF) في 2020-04-28. اطلع عليه بتاريخ 2017-11-07.
- "TICOM IF-111 Interrogation of KRAUSE on ZOSSEN". TICOM. مؤرشف من الأصل (PDF) في 2020-04-28. اطلع عليه بتاريخ 2017-06-05.
- "TICOM IF-122 Third details interrogation report on L/Cpl Gerd Coeler 30–31 May 1945". TICOM. مؤرشف من الأصل (PDF) في 2019-07-03. اطلع عليه بتاريخ 2018-01-13.
- "TICOM IF-181 Seabourne Report, Vol. VI. "Origins of the Luftwaffe SIS and History of its Operations in the West." Part 1. Part 2". TICOM. مؤرشف من الأصل (PDF) في 2020-04-28. اطلع عليه بتاريخ 2017-03-08.
- "TICOM IF-190 Extracts on Report of Interrogation of Dr. Hans Wilhelm Thost 29th January 1946". TICOM. مؤرشف من الأصل (PDF) في 2020-04-28. اطلع عليه بتاريخ 2017-06-05.
- "TICOM IF-181 The Signal Intelligence Service of the German Luftwaffe Vol VI – Origin of the Luftwaffe SIS and Operations in the west". TICOM. مؤرشف من الأصل (PDF) في 2020-04-28. اطلع عليه بتاريخ 2018-01-13.
- "TICOM DF-9 Translation of activity report of OKW/Chi for the period 1st January 1944 to 25th January 1944". TICOM. مؤرشف من الأصل (PDF) في 2017-02-27. اطلع عليه بتاريخ 2018-02-09.